# Фрихерио, Рохелио
Рохелио Хулио Фрихерио (исп. Rogelio Julio Frigerio; 2 ноября 1914 — 13 сентября 2006) — аргентинский экономист, журналист и политик.

## История и ранняя карьера
Рохелио Фрихерио родился в Буэнос-Айресе в 1914 году в семье итальянского иммигранта Геронимо Фрихерио и его супруги Кармен Гуанзироли. Будучи одним ребёнком из восьми мальчиков в семье, он вырос в тихом жилом районе Вилья-дель-Парке и поступил в престижный университет Буэнос-Айреса.
Получив высшее образование в школе экономики при университете, он помог основать марксистскую студенческую ассоциацию Insurrexit. Окончив университет в 1935 году, он дистанцировался от аргентинских левых, полагая, что они имеют элитарный характер.
В 1940 году он основал оптовую дистрибьюторскую компанию с различными интересами в сфере производства пиломатериалов, текстиля, кожи и минералов. В этом же году он женился на Ноэми Бланко, с которой у него впоследствии было пять общих детей. Тем не менее талантливый бизнесмен Фрихерио оставался политически активным, вовлекая себя в интеллектуальные круги общества, выпуская в 1946 году общественно-политический еженедельник Qué pasó en siete dias («Что произошло за семь дней»). Однако Фрихерио, отчужденный стойкой оппозицией журнала новой популистской администрации Хуана Доминго Перона, покинул редакционную коллегию издания незадолго до его закрытия Пероном в 1947 году.
Хотя Фрихерио и не стремился занять государственную должность в период администрации Перона, он стал весьма заметным сторонником ускоренного промышленного роста и социального прогресса.

## Развитие и Артуро Фрондиси
В 1956 году Фрихерио тайно договорился о встрече с Пероном и его ближайшем советником в то время Джоном Уильямом Куком, бывшим коммунистом, отбывавшего срок в тюрьме за высокое положение в правительстве Перона. На момент встречи Кук как раз сбежал из своей отдаленной тюремной камеры в Патагонии.
Подвергнутый многочисленным попыткам убийства и сосланный в Венесуэлу по заказу нового режима в Аргентине Перон продолжал оказывать значительное политическое влияние на своей родине. Аргентинские избиратели были готовы к выборам 1958 года, хустисиалистской партии изгнанного лидера было запрещено выставлять кандидатов даже на местных выборах. Простое упоминание имени Перона было незаконным. После тайной встречи в Каракасе Перон поддержал Артуро Фрондиси, дав указание своим сторонникам проголосовать за своего бывшего противника и отказаться от воздержания в голосовании, несмотря на то, что большинство хотели воспользоваться этим правом. Потерпев поражение в выдвижении гражданского радикального союза, Фрондиси присоединился к небольшой группе единомышленников, которую он прозвал непримиримым радикальным гражданским союзом (UCRI). Пользуясь поддержкой Перона кандидат от UCRI Фрондиси легко одержал победу над кандидатом UCR Рикардо Бальбин, набрав 1,5 миллиона из 9 миллионов возможных голосов.
1 мая 1958 года Артуро Фрондиси был выбран президентом Аргентины. Он назначил Фрихерио секретарем по социально-экономическим вопросам. Этот пост был второстепенным в министерстве экономики. Новый президент был вынужден назначить Фрихерио на должность из-за стойкой оппозиции вооруженных сил Аргентины и посольства США. Обе организации воспринимали Фрихерио как завуалированного марксиста из-за его деятельности в молодости.
Фрондиси и Фрихерио унаследовали сложную экономическую ситуацию в стране: посе бума 1946-48 годов ВВП страны рос на скромные 3 процента в год на протяжения десятилетия. Более того, сокращение экспорта и растущая потребность в дорогостоящих транспортных средствах, машинах и топливе привели к тому, что Аргентина столкнулась с дефицитом торгового баланса в семи из последних десяти лет. Не имея возможности финансирования два предшественника Фрондиси, Перон и Педро Эухенио Арамбуру стали «печатать» деньги, чтобы покрыть зияющий дефицит текущего счета страны. В результате этих действий цены выросли приблизительно в 6 раз. Фрихерио, которого американские политики в Аргентине подозревали в том, что он коммунист, считал, что единственным устойчивым средством для исправления ситуации является привлечение прямых иностранных инвестиций в Аргентину, особенно в энергетику и промышленность — секторы, на которые приходится большая часть торгового дефицита страны. Почти сразу после своего назначения Фрихерио разработал закон об иностранных инвестициях, который был незамедлительно подписан президентом. Этот законопроект давал финансовые и налоговые льготы как местным, так и иностранным корпорациям, которые стремились развивать энергетический и промышленный сектора Аргентины. Фрихерио создал департамент и комиссию по иностранным инвестициям, которые были призваны предоставить иностранным инвесторам больше правовой защиты. Планы Фрихерио были весьма амбициозны, он требовал расширения государственного кредитования жилищного строительства и местной промышленности, а также инвестирования в общественные работы.
Фрихерио также подписал крупные контракты на разведку и бурение нефтяных месторождений с иностранными нефтяными компаниями. Это дало заинтересованным участникам крупную долю прибыли, при условии, что данная деятельность проводилась совместно с государственным нефтяным концерном Аргентины, YPF. В результате инвестиции, сделанные в течение следующих четырёх лет, помогли революционизировать профиль ряда секторов аргентинской экономики в начале 1960-х годов:
- добыча нефти, которая в 1950-х годах покрывала менее половины потребностей Аргентины в нефтепродуктах, увеличилась в три раза до 16 миллионов кубических метров. Этот факт практически исключил потребность в импорте, объём переработки увеличился более чем вдвое, а объём производства синтетического каучука вырос в пять раз.
- производство автомобилей в Аргентине, выпускающее 40 000 новых автомобилей в год, в 1961 году выросло до 136 000 автомобилей. Что также исключило необходимость импорта, не учитывая автомобили класса люкс. Производства тракторов выросло более чем вдвое.
- производство стали и цемента, которые раньше приходилось практически полностью импортировать, выросло до миллиона тонн годового производства стали (половина рынка в то время) и до пяти миллионов тонн цемента (весь рынок).
- электроэнергия, выработка которой хоть и росла, но была настолько недостаточной, что большинство промышленного производства зависело от генераторов — увеличилась почти вдвое.
- доступ к водопроводной воде внутри помещений, который несмотря на все усилия Перона, охватывал только половину всех домашних хозяйств, увеличился на две трети за несколько лет.
- протяженность дорого с асфальтированным покрытием протяженностью не более 10 км (6 000 миль) удвоилась за четыре года. За это время было открыто десять региональных аэропортов.

Доступность потребительских товаров длительного пользования, таких как стиральные машины, холодильники, духовки, бытовая техника и телевизоры, — также резко возросла, поскольку местные и иностранные инвесторы начали финансировать фабрики, на которых производили эти и другие товары. Четверть всех прямых иностранных инвестиций в Аргентину в период с 1912 по 1975 годы пришлись на годы Фрондиси, а хронический дефицит торгового баланса страны исчез к 1963 году.
Отчасти жертва неудачного времени, данная политика не помогла ни Фрондиси ни Фрихерио заслужить уважения самого влиятельного учреждения Аргентины того времени, министерства вооруженных сил. В декабре Фрондиси был вынужден отстранить Фрихерио от занимаемого поста. Одним из политиков, стоящих за этим, был относительно неизвестный представитель подрядной организации министерства обороны Альваро Альсогарай. Фрондиси был вынужден осуществить его план жесткой экономии, что привело к внезапному удвоению потребительских цен, и как следствие, падению ВВП, а также массовым протестам. Альсогарай часто появлялся на телевидении, декламируя свой план; во время первого из них он заявил, что аргентинский народ «должен пережить зиму».
Фрихерио присоединился к неофициальному советнику президента и выступил против плана жесткой экономии Альсогарайя, который терял свою популярность. Влияние Альсогарайя стремительно ослабевало, в начале 1961 года он подал в отставку. Он продолжал оказывать влияние на экономику, будучи уже в неформальной роли. Тесные рабочие отношения Фрихерио с президентом продолжались до тех пор, пока 28 марта 1962 года Артуро Фрондиси не был свергнут. Это историческое событие произошло в то время, когда Фрондиси участвовал в саммите, проходившем в западном полушарии в Монтевидео, Уругвай, где пытался стать посредником в конфликте между США и кубинским лидером, Фиделем Кастро. Арестованный по возвращении в свою резиденцию «Каса Росада» на следующее утро, Фрондиси демонстративно заявил, что «не уйдет в отставку, не совершит самоубийства и не покинет страну». Президент был заключен под стражу, а Фрихерио сослан в Уругвай.

## Фрихерио и политика
В 1963 году Фрихерио возвращается в Буэнос-Айрес и воссоединяется с Артуро Фрондиси, который на тот момент был освобожден. Полагая, что их прошлые политические достижения помогут вернуться им в политику, два друга основали движение по интеграции и развитию (MID). Движение было отстранено от участия в выборах в 1963 году из-за военной оппозиции и серьёзных разногласий по поводу стратегии, что привело к открытой вражде между кандидатом от UCRI, Оскаром Альенде (прогрессивным бывшим губернатором провинции Буэнос-Айресе союзником Фрондиси) и MID, которое призвало своих сторонников бросить пустые избирательные бюллетени в урны для голосования. Но многие из проектов, инициированных Фрихерио, были восстановлены вновь избранным президентом Артуро Ильиа. Однако политические разногласия по поводу нефтяных контрактов эпохи Фрондиси, которые расторгнул Ильиа, побудили МИД активно противостоять ему. Многое из их политики претерпело изменение после переворота в 1966 году, особенно значимые перемены пришлись на время пребывания на посту министра экономики Альдо Феррера в 1970-71 годах. Фрихерио стал акционером крупнейшего аргентинского ежедневного издания Clarín после сделки, заключенной 1971 года с владельцем газеты, Эрнестиной Эррера де Нобль. Её покойный муж Роберто Ноубл, поддерживал Фрондиси. MID решил поддержать на выборах 1973 года Перона, вернувшегося из изгнания в политику. Движение считало, что стареющий лидер придаст им вес в экономической политике страны.
Фрихерио изначально поддержал переворот 1976 года против преемника Перона (его вдовы Исабель Мартинес де Перон), учитывая незначительное влияние нового правительства, политический курс которого перешел от популизма к неустойчива мерам по управлению кризисами. Однако, курс не был похож на последний военный режим, по крайней мере тем, что диктатура проводила политику, в значительной степени похуже на политику Фрихерио. Замораживание заработной платы на длительный срок, дерегулирование финансовых рынков и стимулирование увеличения внешнего долга и импорта — все это побудило перечеркнуть многое из того, удалось добиться Фрондами и Фрихерио двадцать лет назад. И хотя Фрихерио и его сторонники не были нацелены на левых диссидентов, оппозиция MID главному экономисту режима Хосе Альфредо Мартинесу де Хозу и его политике спровоцировала ряд угроз со стороны партийных чиновников и принудительную ссылку.
После выборов 1983 года режим диктатуры поставил Аргентину в условия неплатежеспособности, доверие к бизнесу снизилось, а международный авторитет страны был подорван после Фолклендской войны в 1982 году, против которой выступал Фрихерио. В первую кампанию в борьбе за высокопоставленный пост Фрихерио выдвинул свою кандидатуру от MID, но отказавшись осудить действия режима в области прав человека, не получил необходимой поддержки на выборах 1983 года. Рохелио потерпел неудачу на выборах в ночь на 30 октября 1983 года, а избранный с большим отрывом лидер UCR Рауль Альфонсин оставил Фрихерио вне дискуссий по экономической политике, которые он провел до вступления в должность — 10 декабря. В 1986 году Фрихерио сменил Фрондиси на посту президента MID.
Не имея представителя в конгрессе, MID поддерживало значительное число последователей в ряде аргентинских провинций. В провинции Формоса, где избиратели показали большую лояльность прежним проектам развития администрации Фрондиси, Фрихерио использовал это влияние в соглашении с губернатором от Хустисиалистской партии Флоро Богадо за его поддержку политики развития кандидата от MID в конгресс взамен на альянс MID с их партией. Альянс в Формосе и в соседней провинции Мисьонес должен был помочь сторонникам Перона взять контроль над кабинетом губернатора Мисьонес UCR в 1987 году. Фрихерио договорился о подобном развитии сценария на другом конце страны, в провинции Санта-Крус; избрав двух женщин-членов MID в городской совет Рио-Гальегос, Фрихерио посоветовал им поддержать кандидатов-перонистов. Эти два городских округа сыграли решающую роль в борьбе кандидата в мэры Нестору Киршнеру в 1987 году. Позднее мэр Киршнер стал губернатором, а в 2003 году — президентом Аргентины.
Написав тридцать книг и многочисленные статьи, касающиеся аргентинской экономики, Фрихерио был обойден администрацией Альфонсина. Его политика была лишь частично принята администрацией Карлоса Менема и министром экономики Доминго Кавальо, реформы которого привлекли иностранные инвестиции и помогли привести к крайне необходимой модернизации аргентинскую промышленность. Однако приватизация эпохи Менема дала весьма неоднозначные результаты, а микс сокращения и повышения производительности привел к росту безработицы в 1992 году. Фрихерио дистанцировался от руководства MID, хотя продолжал вносить свой вклад в качестве комментатора (особенно в Clarín, ведущем новостном издании Аргентины). В 1995 году Фрихерио потерял своего друга Артуро Фрондиси, скончавшегося от из-за болезни Паркинсона. Впоследствии и его здоровье ухудшилось. Многие из его идей стали национальной политикой после глубокого экономического кризиса, достигшего пика в 2002 году.
Будучи приветливой, скромной личностью, Фрихерио был известен своим пристрастием к виски и броколли. Его ласково называли «тапиром» за его крепкую фигуру. 31 августа 2006 года городской законодательный орган Буэнос-Айреса проголосовал за присвоение ему звания почётного гражданина города за его вклад в национальное развитие, общественное обсуждение и общее дело.
13 сентября 2006 года Рохелио Фрихерио скончался в своем доме в Бельграно в возрасте девяноста одного года. На следующий день его вдова Ноэми и сын Октавио приняли признание, тело известного экономиста покоится на территории законодательного собрания города.

## Примечание
1. 1 2  Rogelio Frigerio // Munzinger Personen (нем.)
2. 1 2 3 4 5  Rock, David. Argentina: 1516–1982.. — University of California Press, 1987.
3. ↑  Relaciones Exteriores. www.argentina-rree.com. Дата обращения: 22 октября 2019. Архивировано 1 ноября 2020 года.
4. 1 2  Lewis, Paul. The Crisis of Argentine Capitalism. — University of North Carolina Press, 1990.
5. ↑  Cámara de Diputados de la Nación: Homenage a Arturo Frondizi (in Spanish) (15 мая 2007). Дата обращения: 4 ноября 2019. Архивировано 26 ноября 2012 года.
6. ↑  Presidencia de Frondizi (1958 - 1962). www.todo-argentina.net. Дата обращения: 7 ноября 2019. Архивировано 12 июня 2018 года.
7. ↑  Libro electrnico "25 aos en la historia de nuestro pueblo". http://www.pi.org.ar. Дата обращения: 12 ноября 2019. Архивировано 9 июля 2016 года.
8. ↑  Grupo Clarín S.A. History. Дата обращения: 14 ноября 2019. Архивировано 22 января 2012 года.
9. ↑  Murió el economista Rogelio Frigerio. Дата обращения: 16 ноября 2019. Архивировано 8 апреля 2009 года.